# Манггар
Манггар — небольшой город в Индонезии, в провинции Банка-Белитунг, в округе Восточный Белитунг. Город является административным центром округа. Население — 42 990 чел. (2010).

## География и климат
Манггар расположен на востоке острова Белитунг, на берегу пролива Каримата. Расстояние до административного центра провинции, Панкалпинанга — 251 км, до столицы страны, Джакарты, — 399 км (по прямой).
Климат в городе очень тёплый и влажный.
| Показатель                                            | Янв. | Фев. | Март | Апр. | Май  | Июнь | Июль | Авг. | Сен. | Окт. | Нояб. | Дек. | Год  |
| ----------------------------------------------------- | ---- | ---- | ---- | ---- | ---- | ---- | ---- | ---- | ---- | ---- | ----- | ---- | ---- |
| Средний суточный максимум, °C                         | 30,8 | 31,2 | 31,6 | 32,1 | 32,3 | 31,8 | 31,7 | 32,2 | 32,4 | 32,5 | 31,9  | 31,1 | 31,8 |
| Средняя температура, °C                               | 26,8 | 27,0 | 27,3 | 27,7 | 27,9 | 27,3 | 27,0 | 27,4 | 27,4 | 27,7 | 27,5  | 27,0 | 27,3 |
| Средний суточный минимум, °C                          | 22,9 | 22,9 | 23,0 | 23,4 | 23,6 | 22,9 | 22,4 | 22,6 | 22,5 | 23,0 | 23,1  | 23,0 | 22,9 |
| Норма осадков, мм                                     | 257  | 246  | 264  | 257  | 200  | 116  | 97   | 95   | 118  | 176  | 263   | 342  | 2431 |
| Источник: http://en.climate-data.org/location/568974/ |      |      |      |      |      |      |      |      |      |      |       |      |      |

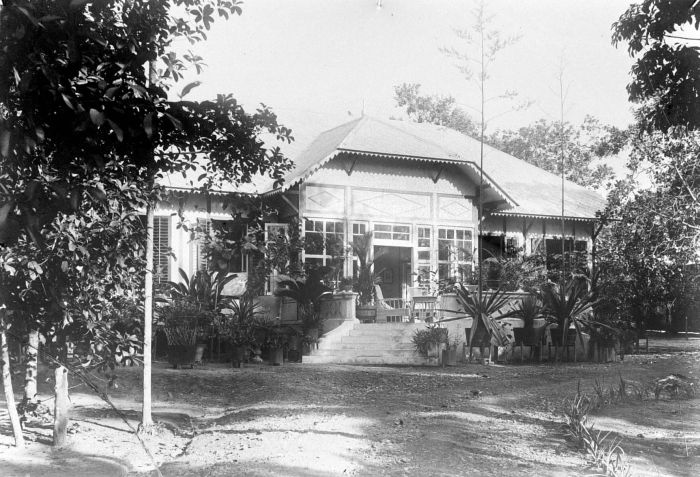
Резиденция главы Манггара (фото колониальных времён).

## Административное деление
В состав городского муниципалитета, помимо самого Манггара, входит ряд деревень:
- Лаланг
- Лаланг-Джая
- Бару
- Курниа-Джая
- Паданг
- Мемпая
- Буку-Лимау
- Келуби
- Сукаманди
- Менкубанг

## Население
Численность населения города по данным 2006 года составляла 37 042, 2007 г. — 40 568, 2008 г. — 42 990. Прирост в 2007 по сравнению с предыдущим годом составил 9,52 %, в 2008 — 5,97 %.